# Gis Gelati-Ecoflam
La Gis Gelati-Ecoflam è stata una squadra maschile italiana di ciclismo su strada, attiva nel professionismo dal 1978 al 1988. Creata da Pietro Scibilia, imprenditore locale, che crescerà con la squadra la sua fama di industriale dell'olio prima e dei gelati poi, la società aveva sede a Giulianova, in Abruzzo, ove risiedeva lo stesso proprietario.

## Storia

Giuseppe Saronni, storico rivale di Moser, nel 1980.

La squadra nacque nella stagione 1978 sotto la direzione di Piero Pieroni, capitanata dagli esperti Franco Bitossi, Costantino Conti e Marino Basso, tutti ritiratisi dalle corse a fine anno. Nella stagione 1979 Pieroni guidò dall'ammiraglia l'affermato belga Roger De Vlaeminck, portandolo alla vittoria nella Milano-Sanremo e in tre tappe al Giro d'Italia, mentre nel biennio 1980-1981 venne prima affiancato e poi sostituito come direttore sportivo da Carlo Chiappano, già dirigente della dismessa Scic. Chiappano portò con sé in squadra l'emergente Giuseppe Saronni e tre gregari; proprio Saronni in due anni diede alla Gis Gelati dieci vittorie di tappa al Giro d'Italia e due maglie ciclamino nella classifica a punti.

Francesco Moser durante il vittorioso Giro d'Italia 1984, con la Gis.

Nel 1982, con la dipartita di Chiappano (morto prematuramente), Saronni e dello sponsor Colnago verso la nuova formazione toscana Del Tongo-Colnago, il gruppo venne ricostituito intorno a Pieroni. Fu una stagione interlocutoria: nel 1983, su impulso dello sponsor Campagnolo, approdarono in squadra, dalla dismessa Famcucine-Campagnolo, il direttore sportivo Giorgio Vannucci e l'esperto Francesco Moser, accompagnato da sette gregari. In maglia Gis Gelati Moser, per due anni diretto anche dal fratello Enzo, ottenne due dei suoi più importanti successi di carriera, vincendo nel 1984 prima la Milano-Sanremo e poi il Giro d'Italia; nel 1985 andò invece solo vicino alla vittoria nel Giro d'Italia, chiudendo secondo alle spalle di Bernard Hinault.
I Moser lasciarono il team a fine 1985, direzione Supermercati Brianzoli, e in Gis Gelati giunsero il ds Luciano Pezzi e diversi elementi dell'Ariostea, tra cui l'esperto Silvano Contini. Dal 1987 al 1988 il leader fu invece l'olandese Johan van der Velde, vincitore in entrambe le stagioni della maglia ciclamino al Giro d'Italia, affiancato da Adriano Baffi e guidato in ammiraglia da Waldemaro Bartolozzi. Il team lasciò le competizioni a fine 1988, contribuendo però a formare, sotto la direzione del giovane Palmiro Masciarelli (già professionista con Gis Gelati dal 1983 al 1988) e di nuovi sponsor, la nuova Jolly Componibili-Club 88, attiva dal 1989.
Lo sponsor Gis Gelati è ricomparso nel mondo del ciclismo nel biennio 1990-1991, a sostegno della formazione sammarinese Gis Gelati-Ballan, futura Saeco, diretta da Franco Gini e dallo stesso Masciarelli.

## Cronistoria

### Annuario
| Anno | Codice | Nome                                  | Cat. | Biciclette | Dirigenza                                                                          |
| ---- | ------ | ------------------------------------- | ---- | ---------- | ---------------------------------------------------------------------------------- |
| 1978 | -      | Gis Gelati                            | -    | Pinarello  | Dir. sportivi: Piero Pieroni                                                       |
| 1979 | -      | Gis Gelati                            | -    | Benotto    | Dir. sportivi: Piero Pieroni                                                       |
| 1980 | -      | Gis Gelati                            | -    | Colnago    | Dir. sportivi: Carlo Chiappano, Piero Pieroni                                      |
| 1981 | -      | Gis Gelati-Campagnolo                 | -    | Colnago    | Dir. sportivi: Carlo Chiappano                                                     |
| 1982 | -      | Gis Gelati-Olmo                       | -    | Olmo       | Dir. sportivi: Piero Pieroni                                                       |
| 1983 | -      | Gis Gelati-Campagnolo                 | -    | Moser      | Dir. sportivi: Giorgio Vannucci                                                    |
| 1984 | -      | Gis Gelati-Tuc Lu                     | -    | Moser      | Dir. sportivi: Enzo Moser                                                          |
| 1985 | -      | Gis Gelati-Trentino Vacanze-Intrepido | -    | Moser      | Dir. sportivi: Enzo Moser                                                          |
| 1986 | -      | Gis Gelati-Oece                       | -    | Rossin     | Dir. sportivi: Luciano Pezzi, Giorgio Vannucci                                     |
| 1987 | -      | Gis Gelati-Jollyscarpe                | -    | Denti      | Dir. sportivi: Waldemaro Bartolozzi, Marino Basso, Luciano Pezzi, Giorgio Vannucci |
| 1988 | -      | Gis Gelati-Ecoflam-Jollyscarpe        | -    | Daccordi   | Dir. sportivi: Waldemaro Bartolozzi, Marino Basso                                  |

## Palmarès

### Grandi Giri
- Giro d'Italia

Partecipazioni: 11 (1978, 1979, 1980, 1981, 1982, 1983, 1984, 1985, 1986, 1987, 1988)
Vittorie di tappa: 23
1979: 3 (3 Roger De Vlaeminck)
1980: 7 (7 Giuseppe Saronni)
1981: 3 (3 Giuseppe Saronni)
1983: 1 (1 Palmiro Masciarelli)
1984: 4 (4 Francesco Moser)
1985: 3 (3 Francesco Moser)
1987: 2 (2 Johan van der Velde)
Vittorie finali: 1
1984: Francesco Moser
Altre classifiche: 5
1980: Punti (Giuseppe Saronni)
1981: Punti (Giuseppe Saronni)
1986: Giovani (Marco Giovannetti)
1987: Punti (Johan van der Velde)
1988: Punti (Johan van der Velde)
- Tour de France

Partecipazioni: 1 (1986)
Vittorie di tappa: 0
Vittorie finali: 0
Altre classifiche: 0
- Vuelta a España

Partecipazioni: 1 (1984)
Vittorie di tappa: 4
1984: 4 (2 Francesco Moser, 1 Roger De Vlaeminck, 1 Palmiro Masciarelli)
Vittorie finali: 0
Altre classifiche: 0

### Classiche monumento
- Milano-Sanremo: 2

1979 (Roger De Vlaeminck); 1984 (Francesco Moser)

### Campionati nazionali
- Campionati italiani: 1

In linea: 1980 (Giuseppe Saronni)